# ロッテシティホテル錦糸町

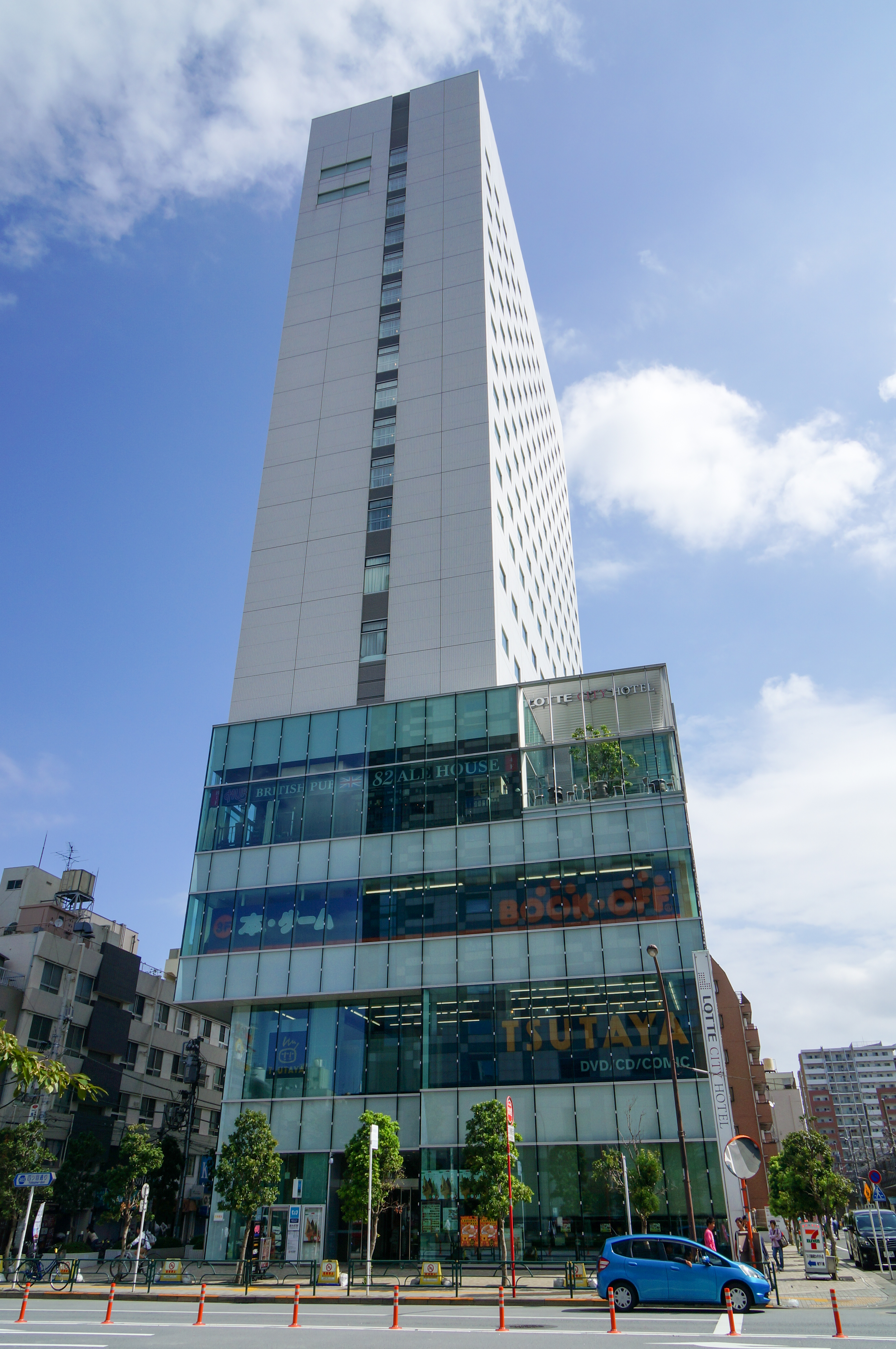
ロッテシティホテル錦糸町

ロッテシティホテル錦糸町（ロッテシティホテルきんしちょう）は、日本の製菓事業者・ロッテのグループ会社である株式会社ロッテシティホテルが運営する東京都墨田区所在のホテル。本項では、ホテル併設の複合商業施設「ロッテシティ」及び前身のロッテ会館についても記述する。

## 概要
当ホテルは、1970年に国鉄（現・JR東日本）錦糸町駅北口に複合商業施設として開館し2007年に老朽化のため閉鎖された旧ロッテ会館（詳細は後述）の跡地に建設され、2010年4月6日にオープンとなった。運営は、当初はロッテに設置されたホテル事業部が行っていたが、2019年にロッテホテル事業部から分社化されたロッテシティホテルへ移管された。全館禁煙。
ビルの8階から19階がホテル棟となっており、2012年完成の東京スカイツリーに至近であることがセールスポイントになっている。特徴的な部屋としてスカイツリーと東京タワーを一度に眺望できる部屋や、部屋全体が「コアラのマーチ」のデザインで飾られた「コアラのマーチルーム」（4室）、女性専用ルーム（18室）などが用意されている。
運営会社であるロッテシティホテルの本社は、ロッテ本社と同じ新宿区西新宿に置かれているが、ホテル事業部はロッテシティホテル錦糸町内に置かれている。なお、韓国とウズベキスタンに所在するロッテシティホテルは、韓国のホテルロッテによる運営である。

### ロッテシティ
ビルの1階から7階までが複合商業施設「ロッテシティ」となっている。開業日はホテルのオープンと同日である。
主な入居店舗・施設
- HUB
- TSUTAYA
- ブックオフ
- TBC
- セブン-イレブン

## ロッテ会館
前身となるロッテ会館は、1970年6月23日にロッテ直営の結婚式場及びバッティングセンターやボウリング場・ゲームセンター・ビアガーデンなどを併設する複合レジャー施設として、国鉄錦糸町駅前にオープン。1982年には運営部門が株式会社ロッテ会館として分社化され、ビルの名称がロッテプラザに改められている。
老朽化に伴う建て替えのため、2007年6月30日に閉館となった。